# برشاوشان مائل
برشاوشان مائل (الاسم العلمي:Adiantum obliquum) هو نوع من النباتات يتبع جنس البرشاوشان من الفصيلة الديشارية.